# Ibrahim Njoya
Pour les articles homonymes, voir Njoya.

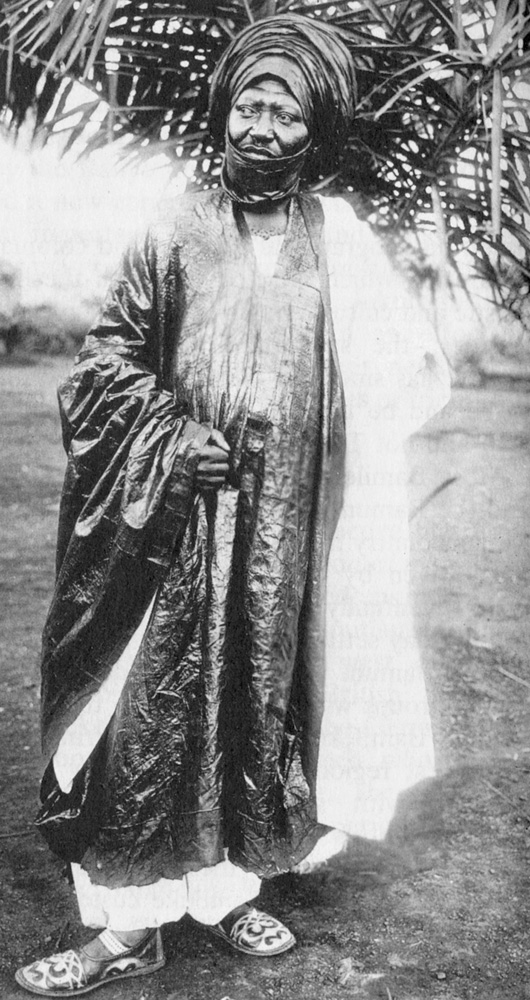
Sultan Ibrahim Njoya.

Ibrahim Njoya, roi des Bamouns (ouest du Cameroun), XVIIe de la dynastie de Nchare Yen, règne de 1889 à 1933. Autres Fils connu pages associées  Njankouo Ali  est l’un des fils les plus riches de la dynastie bamoun dit( Nji Ngah Naah) a Baïgom un très grand homme d'affaires

## Régence maternelle
Pendant sa minorité, sa mère Na Élisabeth Njapdnunke assure la régence, avec l’aide du grand-serviteur Gbetnkom Ndombouo. À sa majorité en 1892, âgé de 16 ans, Njoya chasse son tuteur Gbetnkom du palais. Celui ci entre en rébellion contre lui; monte une armée pour assiéger le royaume. Une guerre civile ravage le pays (1892-1895).
Élisabeth Njapdounke encourage son fils à solliciter l’aide des guerriers peuls du lamido de Banyo. Le sultan Njoya envoie Peka et Fouangouondam vers Oumarou, le Lamido Peul de Banyo, pour demander son aide militaire. Il sollicite aussi la chefferie de Bafoussam d'où un aide lui est aussi envoyée. Oumarou de Banyo conduit lui même sa cavalerie à Foumban. Ce renfort sauve le royaume de Njoya qui met en place un partenariat entre le royaume Bamoun et le lamidat de Banyo. Njoya et son peuple se convertissent à l’islam même si Élisabeth Njapdounke se convertit au christianisme avec l’arrivée des missionnaires anglais à Foumban. Elle se fait baptiser et porte le prénom d’Élisabeth. 
Njoya se sert l'alphabet Bamoun pour la mise en place d’une administration (état-civil, fiscalité, justice, archives).

## Développement des arts et cultures

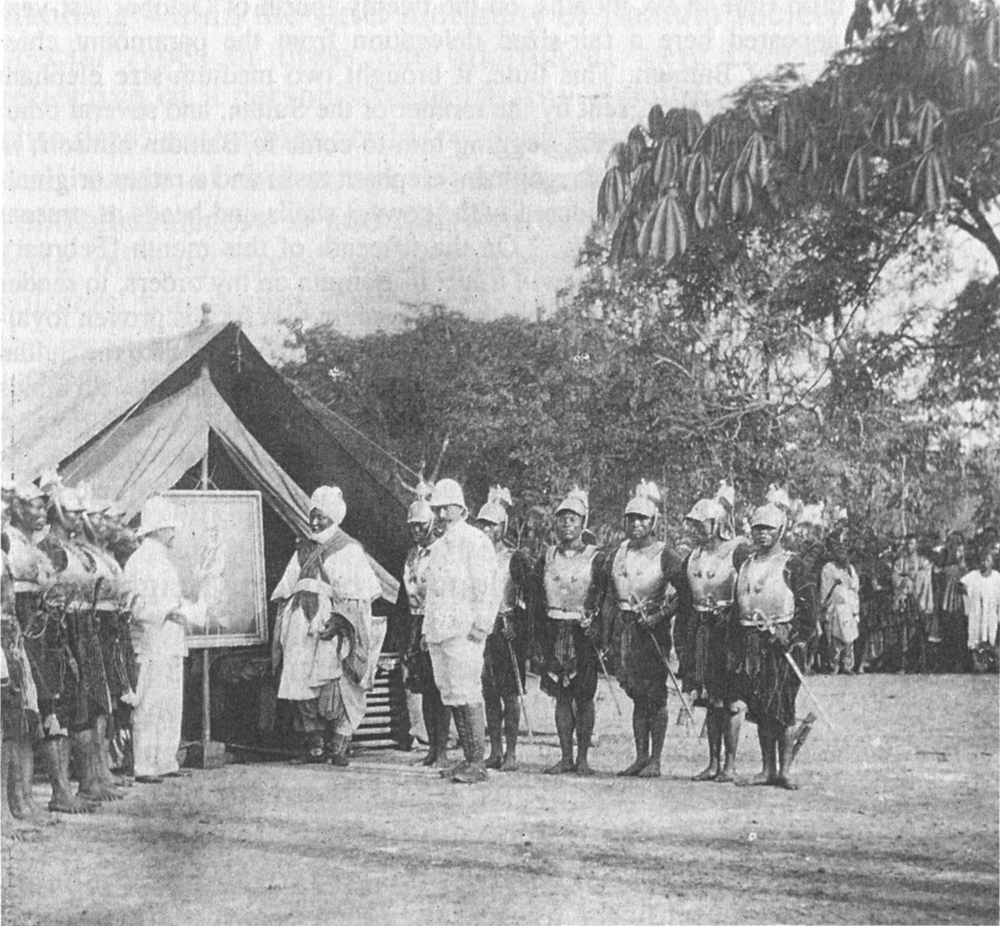
Njoya recevant une peinture (Cameroun allemand)

### Essor des arts

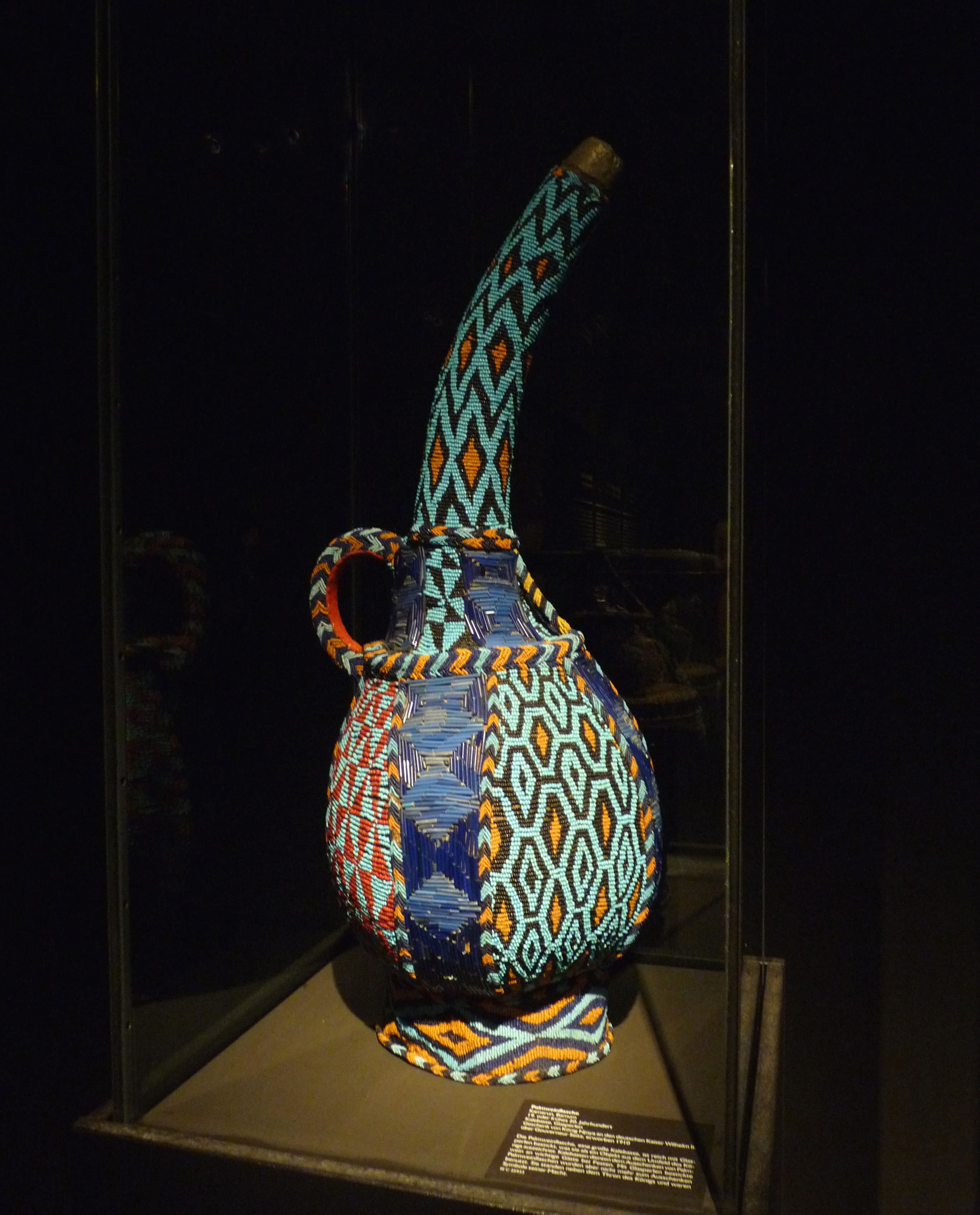
Bouteille de vin de palme Bamum dans une calebasse, envoyé par le roi Njoya à l'empereur Guillaume II.

Le roi Njoya favorise l’essor des arts et des techniques et l’épanouissement culturel. Il fit construire un palais à Foumban, inscrit sur la liste du  patrimoine mondial de l'Unesco[réf. nécessaire].

### Création d'une religion nationale
Vers 1915, il crée une religion nationale inspirée par l’islam, le christianisme et les croyances traditionnelles, dont les fondements sont inscrits dans le Nwouot nKwète (Poursuis et atteints). Dès 1920, Njoya renoue avec l’islam qui connaît alors un rapide essor.

## Premiers contacts avec l'Europe
Sous son règne, les Bamouns entrent en contact avec la colonisation allemande (1885-1916), puis française après la Première Guerre mondiale. Les Européens introduisent le christianisme et engagent le démantèlement des structures politiques du royaume.
Le roi Ibrahim Njoya meurt en 1933 à Yaoundé où il est placé en résidence surveillée depuis 1931 par l'administration française.